# 木村庄之助 (15代)
15代 木村 庄之助（じゅうごだい きむら しょうのすけ、天保10年10月20日（1839年11月25日） - 明治30年（1897年）9月22日）は、大相撲の立行司。本名は深山八三郎。出身地は東京都江東区富岡。

## 人物
11代木村庄之助に入門、1850年11月木村八三郎の名で番付に載る。のち木村瀬平（3代目、正三郎改め）の所属となる。木村角次郎（角治郎）から1864年10月に木村庄三郎（4代目）を襲名。1885年5月に先代の庄之助の死去に伴い、15代目木村庄之助を襲名した。人物、見識に優れ、故事に精通していた。横綱初代梅ヶ谷の信頼厚く、横綱土俵入りを許されると土俵入りに従った。年寄木村松翁を兼務。1897年9月22日現役没。享年59。